# NGC 5826
NGC 5826 = NGC 5870 ist eine 14,4 mag helle, linsenförmige Galaxie vom Hubble-Typ S0 im Sternbild Drache und etwa 43 Millionen Lichtjahre von der Milchstraße entfernt. 
Sie wurde am 9. Juni 1885 von Lewis A. Swift entdeckt, der dabei „Star near; [GC] 4058 [= NGC 5866] in field“ notierte. Mit einem Rektaszensionsfehler von fast 7 Minuten „entdeckte“ er sie zwei Nächte später erneut, dies führte zum zweiten Eintrag im Katalog.